# 와카에촌
와카에촌(일본어: 若江村)은 일본 오사카부 나카카와치군에 설치되었던 촌이다. 현재의 히가시오사카시에 해당한다.